# 拒否権
拒否権（きょひけん、英語: veto）とは、ある事柄について拒み断る権利のことである。この意味での用例としては供述拒否権がある。政治の世界で拒否権と言う場合にはさらに意味が限定され、政策決定の際に決議された法律・提案された決議・締結された条約その他を一方的に拒否できる特権を意味することが多い。
下記の国際連合安全保障理事会の拒否権の例のように、権利が行使されると案件が停止するため、案件がその所持者の意に直接対立しないように作成されたり、対立を回避するために曖昧にされることがあり、拒否権はそれを行使しなくても影響力を発揮するものを言う。

## 言葉
英語のvetoは、共和政ローマ時代に護民官が保持していた権限 (ラテン語: veto) に由来する。
また、後述の国際連合安全保障理事会や拒否権付き株式などのように、条文上は「拒否権」の語が現れないことも多い。極端な例として、全会一致が必須要件である場合には、「全員が拒否権を持つ」と言っても間違いでは無い（#近世ポーランドの自由拒否権も全会一致に伴う拒否権である）。

## 国際連合安全保障理事会における拒否権
国際連合安全保障理事会（安保理）では、実質事項について決議が有効となるには、理事国15か国のうち常任理事国5か国全てを含む9理事国の賛成を要する。ただし、第6章（紛争の平和的解決）及び第52条3（地域的取極又は地域的機関による地方的紛争の平和的解決）に基く決定については、紛争当事国は投票を棄権しなければならない。大国の反対により理事会の決定の実効性が失われるのを防ぐ事を趣旨とするもの（大国一致の原則）であるが、逆に常任理事国のうち1か国でも当該決議案に反対すれば、他の全ての理事国が賛成しても否決される。これが安保理での拒否権である。国際連合発足以来一貫して安保理常任理事国（アメリカ合衆国・中華人民共和国・イギリス・フランス・ロシア連邦）のみに与えられている。

## 古代ローマの拒否権
古代ローマの政務官は護民官に限定されず全ての政務官が拒否権を保有していた。基本的に複数人制の各政務官は同僚の決定に対して拒否権を行使することができ、上位の政務官は下位の政務官の決定に対する拒否権を有していた。このため最も下位の官職であるクァエストルは同僚への拒否権のみを有し、他の政務官への拒否権は持たなかった。逆に同僚を持たない独裁官は下位の全ての政務官に拒否権を行使でき、かつ護民官を含めたあらゆる政務官の拒否権が通用しない強力な官職であり、それ故に任期が半年と制限されていた。
護民官はその設立経緯からも特殊な官職であり、独裁官を除く全ての政務官や元老院の決定に拒否権を行使することが可能であった。それだけではなく護民官の主要任務はこうした拒否権を使用した「否定」の作用であり、それゆえ拒否権は護民官の名と共に語られることが多い
ローマ帝国が成立すると、拒否権は皇帝の特権となった。

## 近世ポーランドの自由拒否権
近世ポーランドのシュラフタ（士族）によって開かれる議会「セイム」では、厳格な全会一致制を採っており、全議員にリベルム・ヴェト（liberum veto、自由拒否権）という拒否権の発動が認められていた。たった一人の反対であっても議案を葬ることが出来るこの制度は、セイムでの決議において法案をことごとく廃案にしてきた「無制限の拒否権」といったニュアンスで語られることが多く、共和国が機能不全に陥りポーランド分割へと至る大きな要因となった。17世紀後半には、リベルム・ヴェトは地方議会であるセイミクにも適用された。

## 近代フランスの拒否権
フランスで制定されていた1791年憲法によって執行権を持つ国王は、立法議会の立法権に対して拒否権を持っていた。この憲法では「フランス人の王」たる国王と、「主権の代表者」である議会の両方が国民・国家の代表であり、国王は議会を解散する権限を持たず、大臣には議員資格を持つ者の就任が禁止されていたため、拒否権は執行府にとっては唯一の立法府への関与の方法だった。立憲君主制や内閣制度を持つという違いはあるが、これらは先に成立していたアメリカ合衆国の法律によく似ていた。しかし、この憲法での拒否権は法案の停止を意味するだけで廃案にはできず、拒否された法案を議会で再提出はできないが、国王が同意を拒否した場合でも新しい議会が二度目の可決すれば法案は国王の裁可を受けたことになり、再び議会で三度目の可決をして提出すれば、国王の署名がなくても法案は法律として効力を持つという制度だった。議会の立法権の優越が一応は憲法に示されてはいるが、国王の抵抗に遭った場合には、法案の成立は非常に困難で、政治の停滞を生み出した。フランス革命と革命戦争の最中では、このような慎重な手順を踏むことは不可能で、それが第二の革命につながった。

## アメリカ合衆国大統領及び州知事の拒否権
アメリカ合衆国憲法第1条第7節では以下のことを定めている。
1. 議会が制定した法案は国家元首である大統領に送付される。
2. 大統領がこの法案を承認する場合は、法案への署名をもってこれが法律となる。署名をしなくても議会の会期中に日曜を除いて10日以上経過した際は法律となる。
3. 大統領がこの法案を承認しない場合は法案に署名せず、承認出来ない理由を明記した別書を添えて、日曜を除いた10日以内に議会に差し戻す。
4. その場合議会は大統領が承認出来ない理由を十分に考慮した上で、必要に応じて法案に修正を加えた上で大統領に再送付するか、両院で3分の2以上の多数で再可決して大統領の署名無しで法律にする。
5. ただし、これらが会期内に出来ない時は廃案となる。

このうち3.が大統領の「拒否権(veto)」で、4.（の後半部分）が議会の「拒否権を覆す権利(override=上書き)」である。また5.の規定を利用して会期末日曜を除く10日以内に議会から送付された法案を大統領が手元に留め置いて廃案にすることを「握り潰し拒否権(ポケット・ビートー)」という。議会の両院それぞれで3分の2以上の賛成を得ることは至難の業であり、拒否権が行使された法案の中で4.後半の規定により法律になった割合は10パーセントを下回っている。
拒否権を最も多用した大統領は第32代のフランクリン・ルーズベルトで、12年間の在任中に635回も行使している。逆に第3代のトーマス・ジェファーソンは8年間の在任中に一度も行使していない（ジェファーソンを含み7人いる）。第43代のジョージ・W・ブッシュは例えば以下のような法案に対し拒否権を行使した。
1. 2006年7月 ES細胞法案
2. 2007年5月1日 イラク派遣部隊の撤退期限を持つ予算法案
3. 2008年3月8日 テロ被疑者に対するウォーターボーディング（水責め）などの拷問を禁止する法案

また、アメリカでは州知事にも項目別拒否権という拒否権があり、州議会が提出した法案の一部を拒否出来る。この項目別拒否権は1996年のラインアイテム拒否権法によって大統領も行使出来るようになり、連邦議会の無駄なポークバレル的な追加条項を削除出来るようになり、クリントン大統領は、82項目についてこの権限を行使した。しかし、この法律は1998年6月25日の連邦最高裁判所のクリントン対ニューヨーク市事件の判決により違憲と判断された。

## 日本の政治

### 国政
日本の国政においては拒否権は存在しない。日本国憲法は議院内閣制を採用しており、通常は衆議院において与党が過半数を占めている。政府の反対する法案を衆議院において野党が発議しても、それが可決されることはほとんどなく廃案に終わるため、敢えて内閣に拒否権を与える必要性は乏しい。
参議院で野党が過半数を占めている場合（ねじれ国会）には、内閣の反対する野党発議法案が参議院で可決することがある。しかし、そのような法案は衆議院に送付後、与党の反対多数により否決され両院協議会でも意見が一致しないか、決議もされず審議未了により廃案となるため、この理由からも内閣の拒否権を認める必要性は乏しい。
また、天皇については日本国憲法第4条で国政に関する権能を有しないとされており、他の王制国において君主が保持する拒否権は認められないとされている。
大日本帝国憲法においては、第6条において天皇大権の一つとしての法律裁可権が定められており、場合によっては天皇が帝国議会が採決した法律を拒否することができた。但し実際には、帝国議会により決議された法律を天皇が拒否した事例は一度もなく、帝国憲法における天皇の法律裁可権は事実上形式的なものであった。

### 地方自治政
日本の地方自治においては、普通地方公共団体の首長（都道府県知事及び市町村長）に一定の条件のもとで、議会の議決又は選挙に対し拒否権を行使することが認められる（特別地方公共団体の特別区の区長にも準用される）。条例については公布後に、予算については執行後に拒否権を行使することは法的安定性を害するため認められないのが原則だが、地方自治法176条4項に該当する場合は例外である。首長が拒否権を行使した議会の議決又は選挙は、拒否権を行使した時点で効力を失うが、首長はこの拒否権の行使を取り消すことは認められない。首長の職務代理者（副知事、副市町村長など）にも一定の条件のもとで拒否権を行使することが認められるが、地方自治法177条4項、178条1項による議会解散権は認められない。
以下はこの節では特に断りが無い限り、地方自治法は条数のみ記載する。
一般的拒否権
日本の地方自治においては、条例の制定又は改廃の議決があった際には、普通地方公共団体の議会の議長はその日から3日以内にこれを首長に送付しなければならず（16条1項）、送付を受けた首長は再議その他の措置を講ずる必要がないと認めるときは、20日以内にこれを公布しなければならない（16条2項）。
また、普通地方公共団体の議会の議長は予算を定める議決があった時は、その日から3日以内にこれを首長に送付しなければならず（219条1項）、送付を受けた首長は再議その他の措置を講ずる必要がないと認めるときは、直ちにこれを都道府県にあっては総務大臣、市町村にあっては都道府県知事に報告し、かつその要領を住民に公表しなければならない（219条2項）。
首長が議会における議決に対して異議がある場合、議決の日（条例又は予算に関する議決については送付を受けた日）から10日以内に理由を示してこれを再議に付すことが認められており（176条1項）、これを一般的拒否権の行使という。議決の送付を受けてから10日以内であれば同一会期に再議に付すか（一事不再議の原則は適用されない）、会期終了後に臨時会を招集して再議に付すかは首長の自由である。
議会の議長から議決の送付を受ける前に首長が再議に付すことができるか否かで争いがある。徳島県鳴門市では2010年6月に議員提案の「鳴門市議会基本条例案」が市議会で可決されたが、泉理彦市長は議会から議決の送付を受ける前にこれを再議に付した。議会はこれを違法であるとし、県の自治紛争処理委員に調停を申請した。
176条1項の再議に付すことができる議決に否決された議案が含まれるか否かについて、通説は含まれないとする。なぜなら、176条1項はその効力が発生することによって執行上の支障が生じる議決を再議の対象とするものであり、否決された議案については執行上の効力が発生せず執行機関を拘束することにはならないからである。なお、地方公共団体の財政の健全化に関する法律では、その17条で地方公共団体の議会が財政再生計画の策定又は変更に関する議案を否決したとき、同法10条1項の規定による財政再生計画についての総務大臣との協議に関する議案を否決したとき、財政再生計画の達成ができなくなると認められる議決をしたとき、当該地方公共団体の長は当該議決があった日から10日以内に理由を示してこれを再議に付することができるとし、議案が否決された場合の再議を想定している。
首長は再議に付す際には議決の異議のある部分だけでなく全部を議会に付議しなければならないが、議会が審議できるのは長が異議を唱えた部分に限られる。議会の議決が再議に付された議決と同じ議決であるときは、その議決は確定し（176条2項）、首長は議決を再び再議に付すことはできない（議決に瑕疵があると認められる場合には176条4項の再議の対象となる）。この再議決について条例又は予算に関する議決の場合には出席議員の3分の2以上の者の同意が必要である（176条3項、なおこの議決は116条1項の「この法律に特別の定がある場合」に該当するため議長は表決権を有するが決裁権は有しない）。議会は否決のほか、修正議決もできるが（修正議決は出席議員の過半数の者の賛成で足りる）、首長はこの修正議決について異議があれば、送付を受けてから10日以内に理由を示してこれを再議に付すことができる。議会が会期内に議決しないときは当該議案は審議未了で廃案となる。また、再議に付した議案が議会で否決された場合には首長は当該議案を専決処分することはできないが、議会が議案を議決せずに放置した場合には179条1項の「議会において議決すべき事件を議決しないとき」を理由に専決処分することができる。
なお、一般的拒否権は首長の権限の強化のために1948年の地方自治法の改正により導入されたものである。また、2012年の地方自治法の改正により一般的拒否権の対象に条例または予算以外の議決事件が加えられた。
特別的拒否権
首長の義務となっている。一般的拒否権と異なり行使する期限は定められていないが、以下の要件に該当すると判明した場合には長は直ちに拒否権を行使しなければならない。
普通地方公共団体の議会の議決又は選挙がその権限を超え又は法令若しくは会議規則に違反すると認めるときは、当該普通地方公共団体の長は、理由を示してこれを再議に付し又は再選挙を行わせなければならない（176条4項）。この場合、議決には否決された議案も含まれる。また、執行後の議案であっても同項に該当すると判明した場合には、長は再議に付し又は再選挙を行わせなければならない。議会の議決又は選挙がなおその権限を超え又は法令若しくは会議規則に違反すると認めるときは、都道府県知事にあっては総務大臣、市町村長にあっては都道府県知事に対し、当該議決又は選挙があった日から21日以内に、審査を申し立てることができ（176条5項）、裁定に不服があるときは、議会又は長は、裁定のあった日から60日以内に、裁判所に出訴することができる（176条7項）。 
この例としては名古屋市の河村たかし市長が市議会が2010年に議決した「公開事業審査の実施に関する条例の制定」および「中期戦略ビジョンの策定」を議会の権限を超えていることを理由として再議に付したことがあげられる。再議に付しても議会が同様の議決をしたため、愛知県の神田真秋知事に審査を申し立てたが、知事は審査申立てを棄却する裁定をした。このことを受け、市長は議会の議決の取り消しを求め、名古屋地方裁判所に提訴した。名古屋地方裁判所は市長の訴えを棄却したため市長は名古屋高等裁判所に控訴したが後に控訴を取り下げる意向を示している。
「議会の議決」には「議会の決定」（118条1項および127条1項）は含まれない。なぜなら、議会の決定に不服のある者は、決定があった日から21日以内に、都道府県にあっては総務大臣、市町村にあっては都道府県知事に審査を申し立て、その裁決に不服がある者は、裁決のあった日から21日以内に裁判所に出訴することができる（118条5項）からである。
普通地方公共団体の議会において次の経費を削除し又は減額する議決をしたときは、その経費及びこれに伴う収入について、首長は理由を示して再議に付さなければならない（177条1項）。 
1. 法令により負担する経費、法律の規定に基き当該行政庁の職権により命ずる経費その他の普通地方公共団体の義務に属する経費（177条1項1号）
2. 非常の災害[注 4]による応急若しくは復旧の施設のために必要な経費又は感染症予防のために必要な経費（177条1項2号）

1.の場合において、議会の議決がなお当該経費を削除し又は減額したときは、当該普通地方公共団体の長は、その経費及びこれに伴う収入を予算に計上してその経費を支出することができる（177条2項）。これを長の原案執行権という。この場合の再議は、削除し又は減額した部分だけでなく経費全部を議会に付議しなければならないが、議会が審議できるのは削除し又は減額した部分に限られる。
本予算（当初予算）が議会で否決された場合、本予算には義務費が含まれることを理由として同項に該当するか否かで争いがある。本予算が否決された場合には長の取り得る手段としては同項に基づいて再議に付す、暫定予算を提案する（議会が閉会中で議会を招集する暇がないと認められるときは専決処分）、一事不再議の原則に抵触しなければ否決された本予算の修正案を提案するということが考えられる。2011年3月に議会で当初予算が否決された千葉県白井市では同項に基づいて否決された当初予算を再議に付すことはせず、修正案を提出し可決された。一方、当初予算ではないが、2011年12月に議会で補正予算案が否決された千葉県銚子市では、当該補正予算案が銚子市立病院の赤字穴埋めのためのもので義務的経費に該当するとして再議に付したものの議会で否決されたため、市長は当該経費について原案執行権を行使することとなった。
2.の場合において、議会の議決がなお当該経費を削除し又は減額したときは、当該普通地方公共団体の長は、その議決を不信任の議決とみなすことができる（177条3項）。不信任の議決とみなす場合には長は議会から予算の送付を受けてから10日以内に議会を解散する（178条1項）。議会を解散しなければ議決が確定する。長が議会を解散した場合、議会議員の一般選挙は解散から40日以内に行われるが（公職選挙法33条2項）、解散後初めて招集された議会において長に対する不信任の議決をしたときには、長は議会の議長からその旨の通知があった日に失職する（178条2項）。この場合の不信任の議決には議員数の3分の2以上の者が出席し、出席議員の過半数の賛成が必要である（178条3項、なおこの議決は116条1項の「この法律に特別の定がある場合」に該当するため議長は表決権を有するが決裁権は有しない）。
議会が177条2項1号・2号のいずれにも該当する経費を削除し又は減額する議決をした場合、長は同条3項・4項のいずれの措置をとり得るかについて、通説はいずれか一方の措置をとることも同時に両方の措置をとることも可能とする。
長の職務代理者については、議会が177条2項2号に該当する経費を削除し又は減額する議決をした場合には再議に付さなければならないが、職務代理者は長と異なり住民による直接選挙で選ばれているのではなく、議会と対立した場合に選挙で住民の信を問うという解決方法は取り得ないため、議会の議決がなお当該経費を削除し又は減額したときであってもその議決を不信任の議決とみなして議会を解散することはできず、議会の議決が確定する。
なお、かつての地方自治法177条には普通地方公共団体の議会の議決が収入、又は支出に関し執行することができないものがあると認めるときは、当該普通地方公共団体の長は、理由を示してこれを再議に付さなければならない旨の規定が存在した。しかし、この規定は2012年の地方自治法の改正により削除されている。

## 株式会社と拒否権
会社法では、株主総会の決議に対して拒否権のある株式を発行することができ、これを実務上黄金株と呼ぶ。発行する場合は通常1株だけ発行され、譲渡制限が付けられることもある。黄金株は経営安定化や買収防衛に有効とされるが、株主平等の原則上問題があるため、上場企業に対しては黄金株の発行に規制がかかっている。
また、株主総会での特別決議を可決するには議決権の3分の2以上が必要となるが（会社法第309条2項）、ある1人の株主が3分の1を超える株式を持った場合、その株主が反対すれば特別決議は不成立となるため、この状態も「拒否権」と呼ばれることがある。